# Skurwysyn
Skurwysyn – skała na wzgórzu Winnica w Tyńcu. Pod względem administracyjnym należy do Dzielnicy VIII Dębniki w Krakowie. Pod względem geograficznym należy do Wzgórz Tynieckich na Pomoście Krakowskim w obrębie makroregionu Bramy Krakowskiej. Wzgórza te włączone zostały w obszar Bielańsko-Tynieckiego Parku Krajobrazowego.
Skała znajduje się u północno-zachodniego podnóża wzgórza Winnica i wznosi się przy terasie Wisły nad ulicą Promową. Tuż przy skale znajduje się parking i restauracja, a w odległości kilkudziesięciu metrów przystań promowa. Skała znajduje się na terenie prywatnym. Na mocy porozumienia właściciela działki z PZA została udostępniona do wspinaczki skalnej na określonych warunkach.
Jak wszystkie skały Wzgórz Tynieckich jest to skała wapienna pochodząca z późnej jury. Jest najdalej na południe wysuniętą częścią muru skalnego o długości około 180 m. Wspinacze wyróżniają w nim Winnicę, Mur przy Skurwysynie i właściwego Skurwysyna, na którym jest 18 dróg wspinaczkowych o zróżnicowanym stopniu trudności (II–VI.6). Wszystkie mają asekurację: 4–7 ringów (r) i stanowiska zjazdowe (st). Skała ma wysokość 12–14 m, ściany pionowe lub przewieszone z filarem, kominem i zacięciem.
W Skurwysynie znajduje się duży, charakterystyczny i ciemny okap. Pod nim jest Schronisko w Winnicy Drugie. W pionowej ścianie nad okapem, na wysokości około 10 m nad ziemią znajdują się trzy trudno z ziemi dostrzegalne otwory jaskiń: Tunel nad Okapem Pierwszy, Tunel nad Okapem Drugi, Tunel nad Okapem Trzeci.

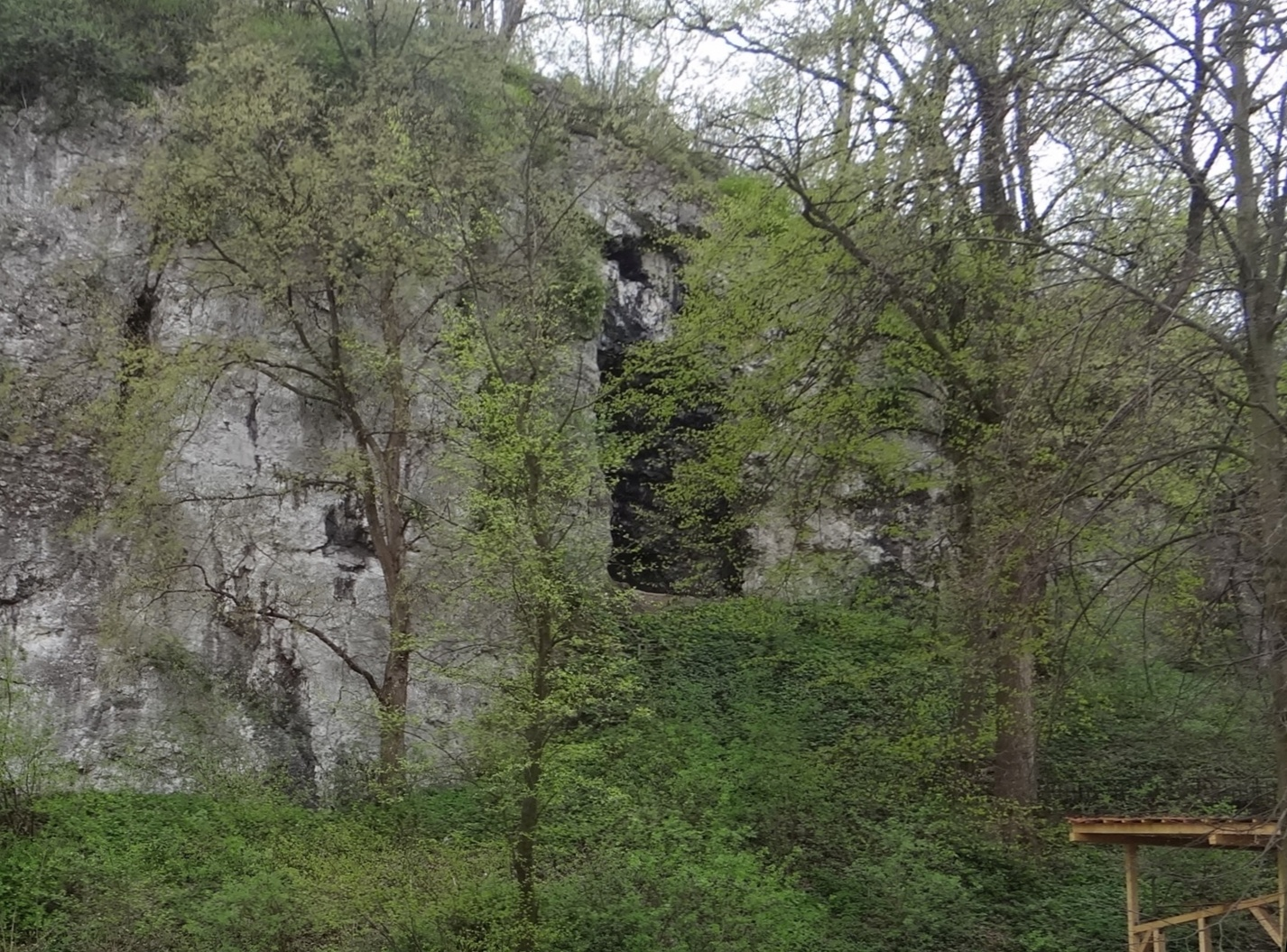
Widok na Skurwysyna
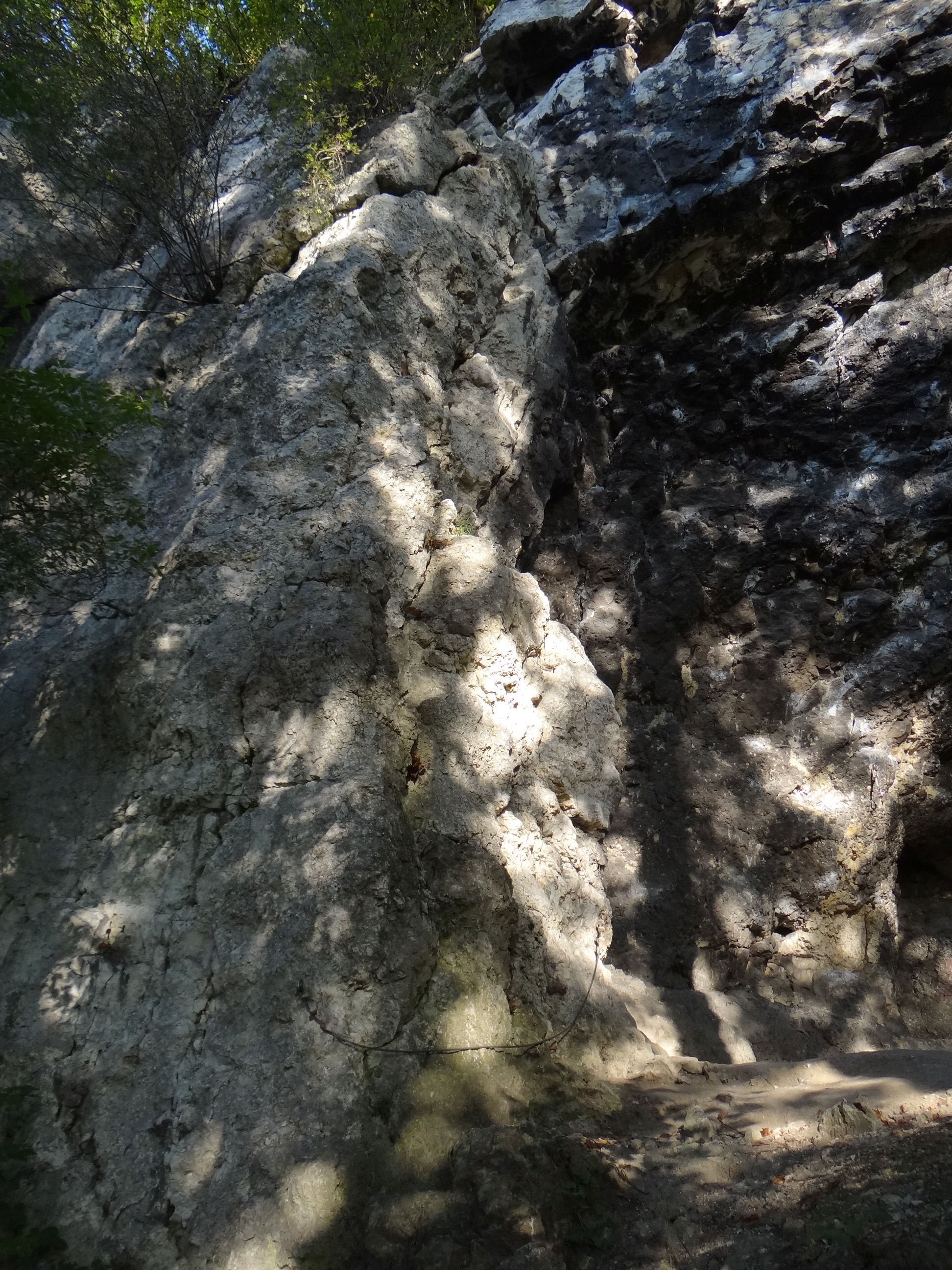
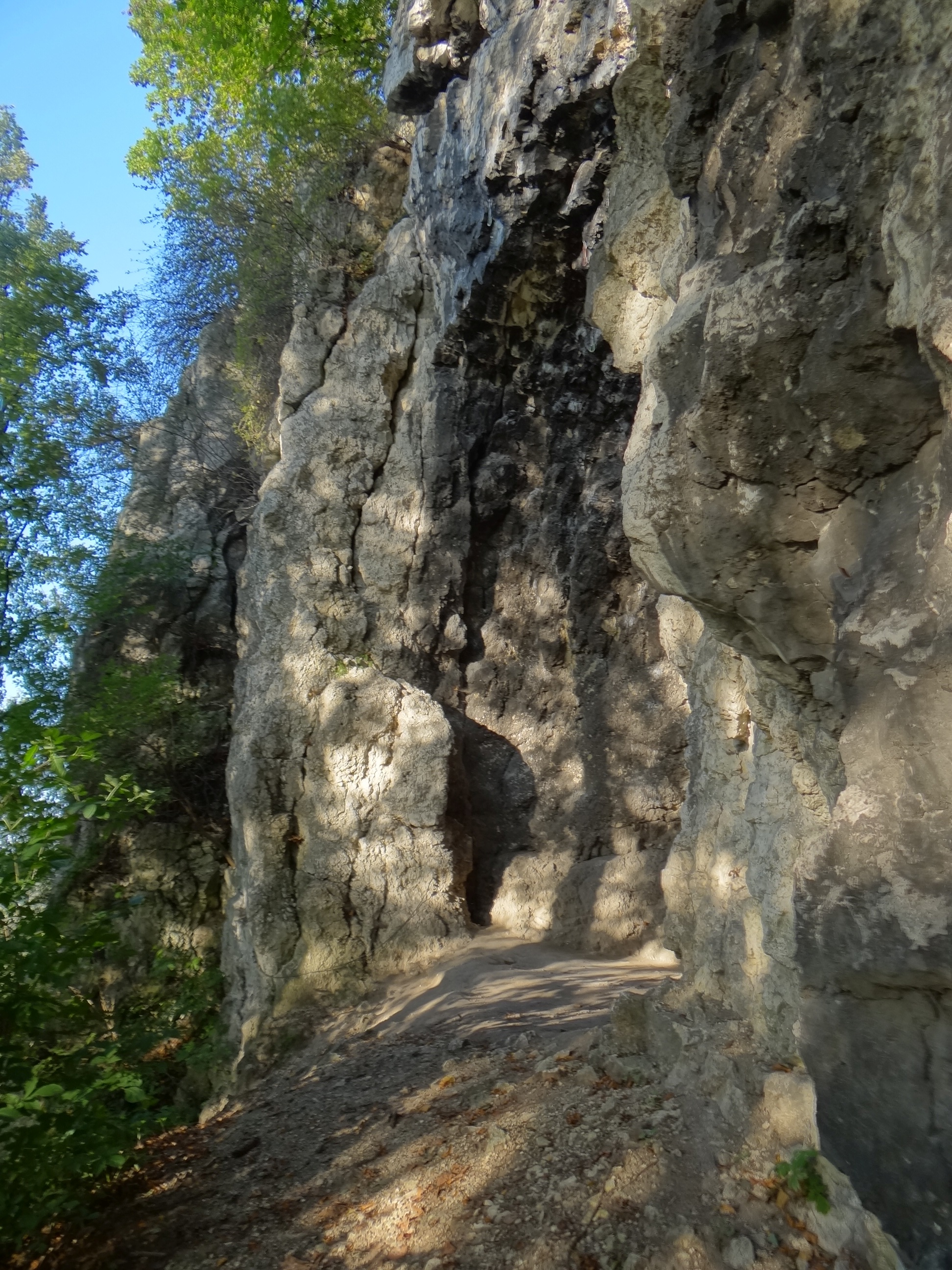
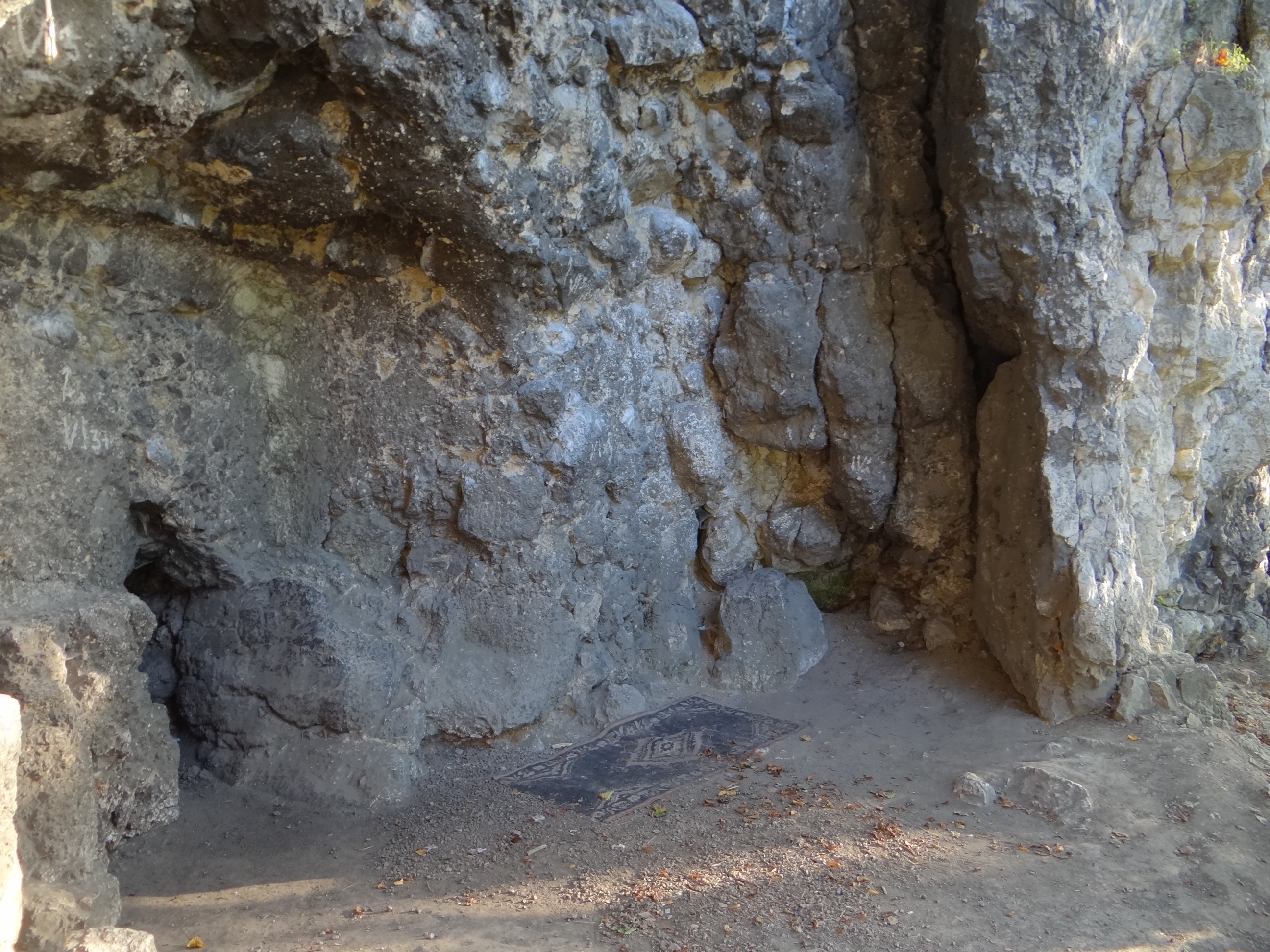
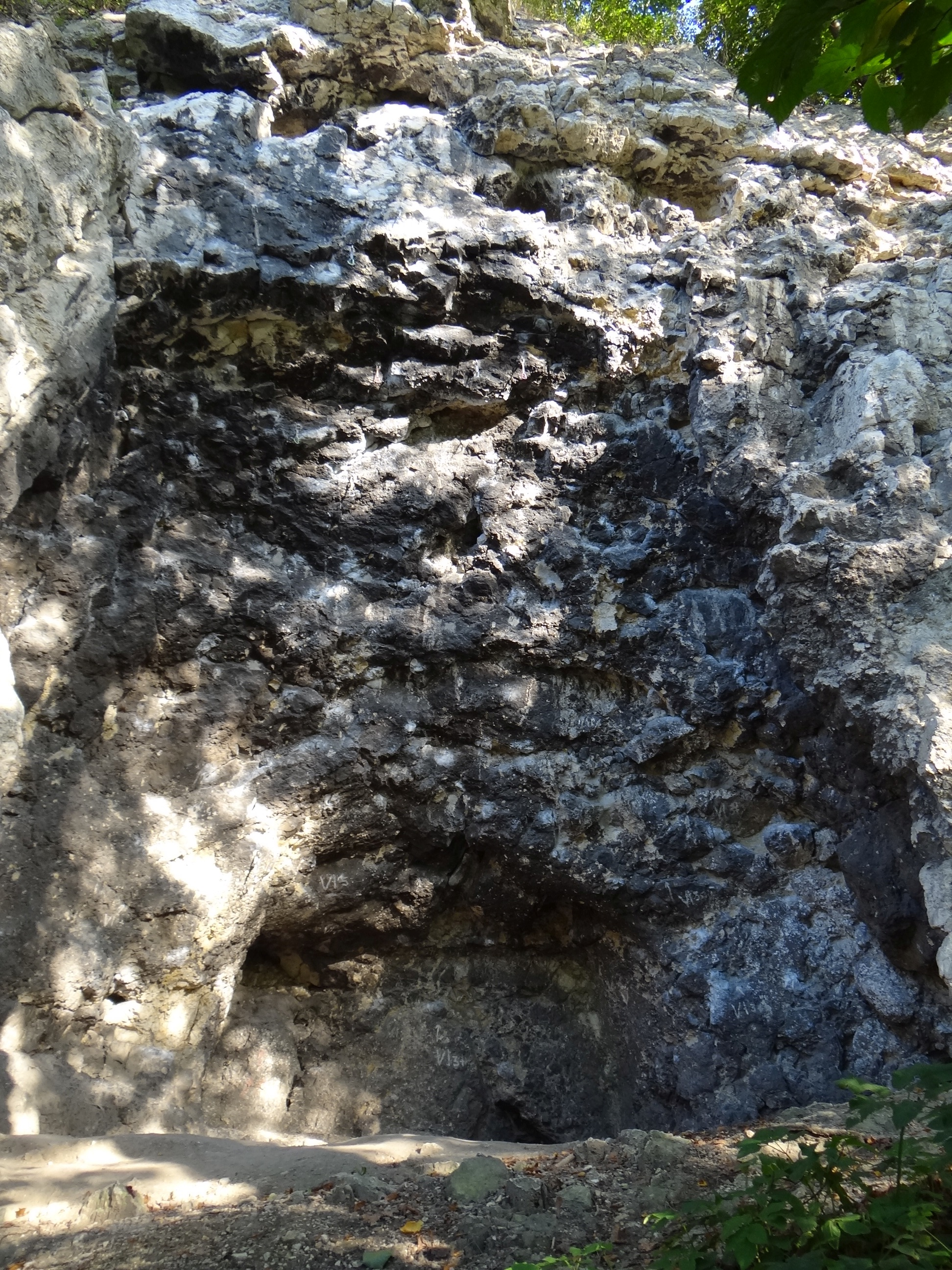

## Drogi wspinaczkowe
1. Amores heros; VI.3+, 7r + st, 15 m
2. Superman; VI.3, 6r + st, 12 m
3. Małpi gaj; VI.4+, 7r + st, 12 m
4. Schwarzenegger; VI.5, 7r + st, 12 m
5. Schwarz-pikuś; VI.3/3+, st, 12 m
6. Lewarnica; VI.5, 7r + st, 12 m
7. Szczwarzenegger II – ostateczna rozgrywka; VI.5+, 6r + st, 12 m
8. Przeskurwysyn; VI.4, 7r + st, 12 m
9. Wawrzynegger; VI.5+/6, 7r + st, 12 m
10. Przepikuś; VI.3+, 6r + st, 14 m
11. Terminator; VI.5, 6r + st, 13 m
12. Skurwysyn; VI.3+, 7r + st, 15 m
13. Pikuś; VI.3, 6r + st, 12 m
14. Mały pikuś; VI.2, 4r + 1s + st, 12 m
15. Tyniecka intryga; VI, 5r + st, 12 m
16. Pęknięty filarek; V-, 6r + st, 12 m
17. Rysa na honorze; VI-, 6r + st, 12 m
18. Klątwa benedyktyńska; V, 6r + st, 12 m[5].